# Чич и Чонг
Чич и Чонг (англ. Cheech & Chong) — американский комедийный дуэт, состоящий из Ричарда «Чича» Марина и Томми Чонга. Стали известны благодаря стендап-выступлениям, музыкальным альбомам и серии фильмов. Обладатели премии «Грэмми» в номинации «Лучший комедийный альбом» (Los Cochinos). Их образы — хиппи и латиноамериканец, любящие покурить коноплю. Были популярны на протяжении 1970-х — первой половины 1980-х годов.

## Карьера

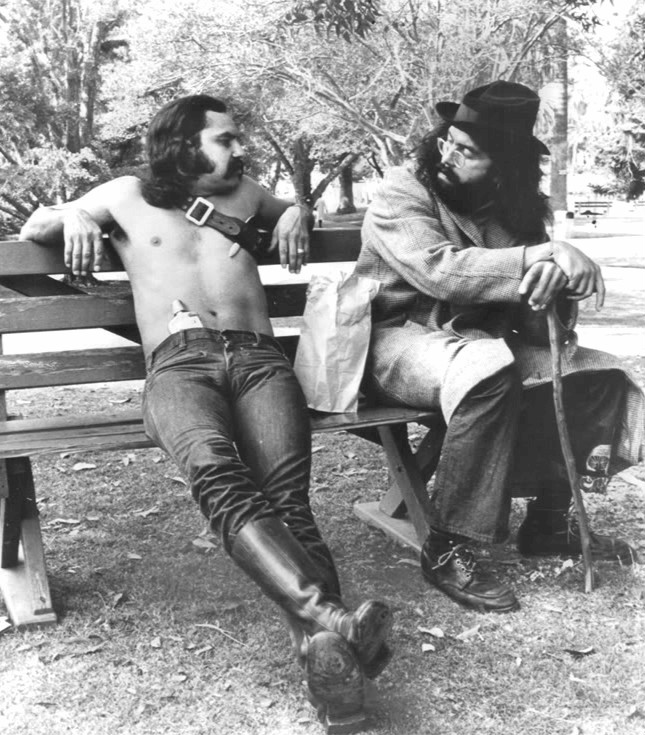
Чич и Чонг в 1972 году

Дуэт сложился в Ванкувере, Британская Колумбия в конце 1960-х годов. Томми Чонг был гражданином Канады, а Чич Марин перебрался туда из Южной Калифорнии, чтобы избежать призыва в армию, в разгар войны во Вьетнаме. Дуэт исполнял комедийные стендап-номера и записал несколько успешных альбомов. Наиболее известные комедийные номера того времени: «Earache My Eye», «Basketball Jones», «Santa Claus and His Old Lady», «Sister Mary Elephant» и пожалуй самый знаменитый — «Dave» («Dave’s Not Here») с их дебютного альбома 1971 года.
Первый полнометражный фильм Чича и Чонга «Укуренные» вышел в 1978 году и стал культовым. Его кассовые сборы составили $44 млн несмотря на скромный бюджет. Далее последовало четыре продолжения: «Следующий фильм Чича и Чонга» в 1980 году, «Укуренные 3» в 1981 году, «Укуренные 4» в 1982 году и «Укуренные в хлам» в 1983 году. Затем в 1984 году дуэт сделал новую комедию, но немного в другом стиле, «Корсиканские братья». Томми Чонг был режиссёром второго, третьего и четвёртого фильмов, в первом режиссёром выступил Лу Адлер, но Чонг также приложил руку к режиссуре (без указания в титрах). Сценарий для всех фильмов написан дуэтом совместно.
В это же время дуэт появляется во второстепенных ролях в фильмах: «Жёлтая борода» 1983 года Грэма Чепмена и «После работы» Мартина Скорсезе 1986 года.
В 1985 году дуэт выпустил свой последний альбом Get Out of My Room, который включал хит «Born in East L.A.» (пародия на песню Брюса Спрингстина «Born in the U.S.A.»). Чич Марин срежиссировал для альбома короткометражный фильм «Прочь из моей комнаты!», где по сюжету они с Чонгом снимали клипы на свои новые песни. Сразу после дуэт распался. Чич начал работать над сольной карьерой. В 1987 году он выпустил по мотивам песни «Born in East L.A.» фильм «Рождённый в восточном Лос-Анджелесе». Здесь Чич выступил, и как режиссёр, и как сценарист, и как актёр.

### Воссоединение

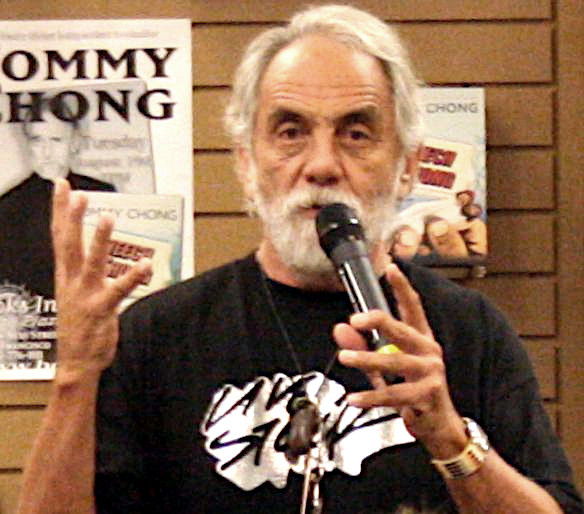
Томми Чонг в 2008 году

В 1990 году Чонг выпустил фильм «Парень со странностями», где Чич появился в небольшой роли. В 1992 году дуэт встретился на озвучке мультфильма «Долина папоротников: Последний тропический лес». В 1997 году Чич Марин принимал участие в сериале «Детектив Нэш Бриджес», где одна из серий («Wild Card») содержала отсылку к комедийному номеру дуэта «Dave» с их первого альбома 1971 года. В 2000 году оба принимали участие в озвучивании персонажей в анимационном сериале «Южный Парк» в эпизоде «Тампоны из волос чероки», но не встретились на записи, так как их голоса записывались отдельно. В 2003 году в одном из выпусков программы «Biography» оба заявили, что готовы воссоединиться.
Дуэт планировал воссоединение для своего следующего фильма, когда неожиданно в феврале 2003 года федеральные чиновники нагрянули в компанию сына Чонга Chong Glass / Nice Dreams. Это были две большие спецоперации с целью перекрыть наркотрафик, который связан с бизнесом по продаже приспособлений для курения каннабиса. 55 компаний, которые продавали через интернет эти приспособления, стали предметом расследования. Чонг заключил соглашение о признании вины, где признался в распространении 7,500 бонгов и кальянов. Он признал себя виновным по одному пункту обвинения, в заговоре с целью распространения наркотиков, в обмен на отказ от уголовного преследования его жены и сына. В сентябре 2003 года был приговорён к девяти месяцам в федеральной тюрьме, штрафу в размере $20,000, конфискации $103,514 и потере всех товаров, изъятых в ходе обыска его бизнеса. Вышел из тюрьмы в июле 2004 года. Его сокамерником был «Волк с Уолл-стрит» Джордан Белфорт.

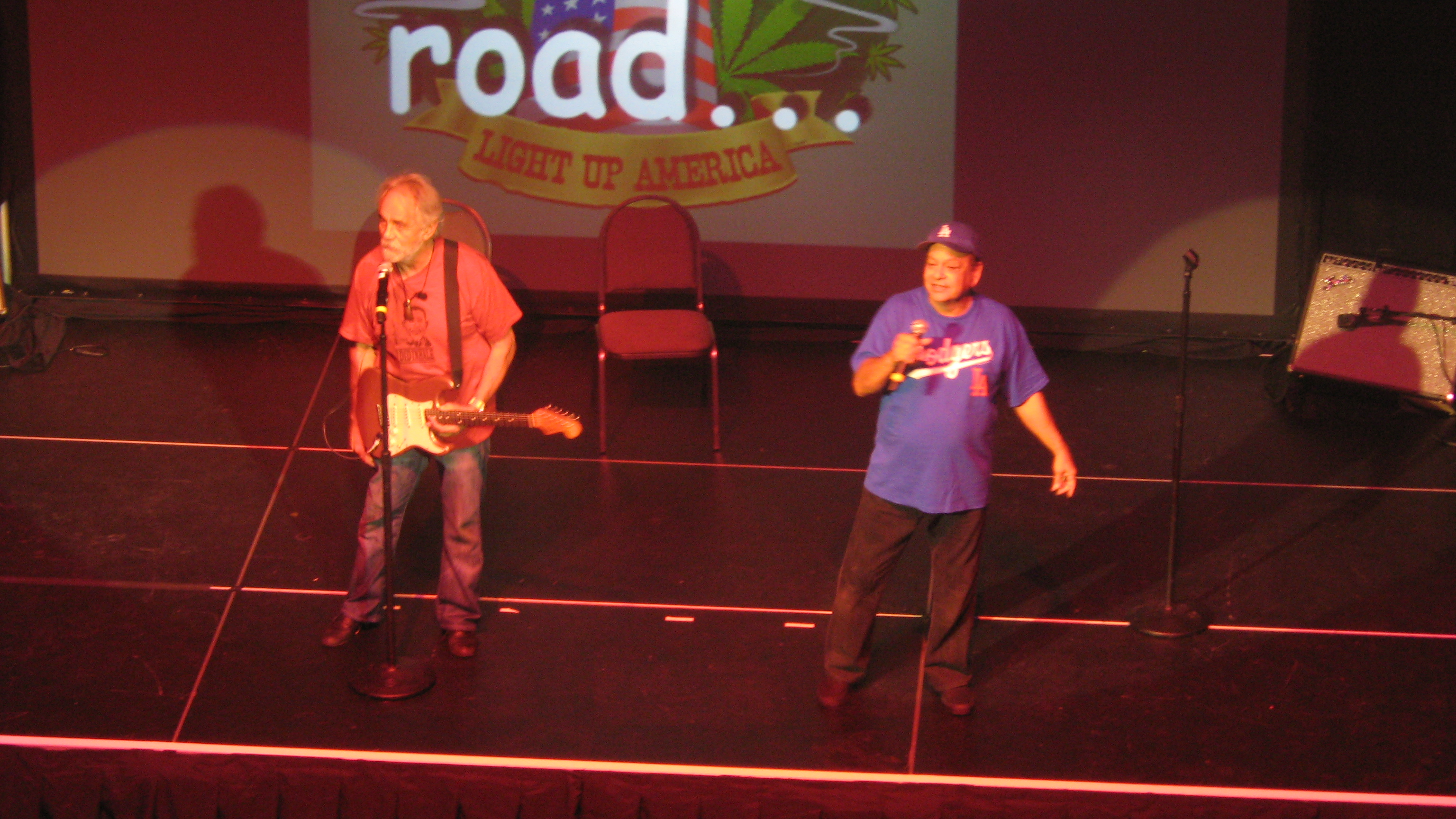
Выступление дуэта в Атланте в 2008 году

Периодически появлялись и опровергались слухи об объединении дуэта для съёмок нового фильма. Тем не менее в 2008 году дуэт всё же воссоединился для комедийного турне по Америке. Позже в 2010 году был выпущен документальный фильм об этом туре. 13 марта 2011 года Чич и Чонг появились в мультсериале «Симпсоны» в серии «A Midsummer’s Nice Dream». Действие серии происходит во время американского турне, когда дуэт посещает Спрингфилд.
В марте 2014 года дуэт сообщил, что работает над новым фильмом.

## Заметные появления в медиа
11 августа 1972 года Джон Гатти мэр Сан-Антонио объявил этот день «Днём Чича и Чонга». В ту ночь они выступали совместно с Dan Hicks and His Hot Licks. Дуэт тогда только-только выпустил свой второй альбом «Big Bambu», который позже был номинирован на премию «Грэмми» в номинации «Лучший комедийный альбом», но тогда они проиграли комику Джорджу Карлину.
28 июня 2000 года Чич и Чонг появились в мультсериале «Южный Парк» в серии «Тампоны из волос чероки». Они исполнили роли мексиканцев, которые притворяются индейцами, чтобы продавать доверчивым людям всякий мусор, преподнося его как целебное народное индейское лекарство.
В 2007 году режиссёром Бреттом Харви был выпущен документальный фильм о марихуане «Союз: теневой бизнес удовольствия» (англ. The Union: The Business Behind Getting High). В фильме принял участие Томми Чонг. Помимо Чонга в фильме много других известных имён: бывший мэр Ванкувера Ларри Кэмпбелл, канадский активист политической борьбы за легализацию каннабиса Марк Эмери, бывший редактор журнала High Times Стив Блум и др.
5 ноября 2008 года Чич и Чонг появились в юмористическом видео на сайте Funny or Die. В видео они агитировали принять участие в президентских выборах, которые, однако, уже состоялись вчера.

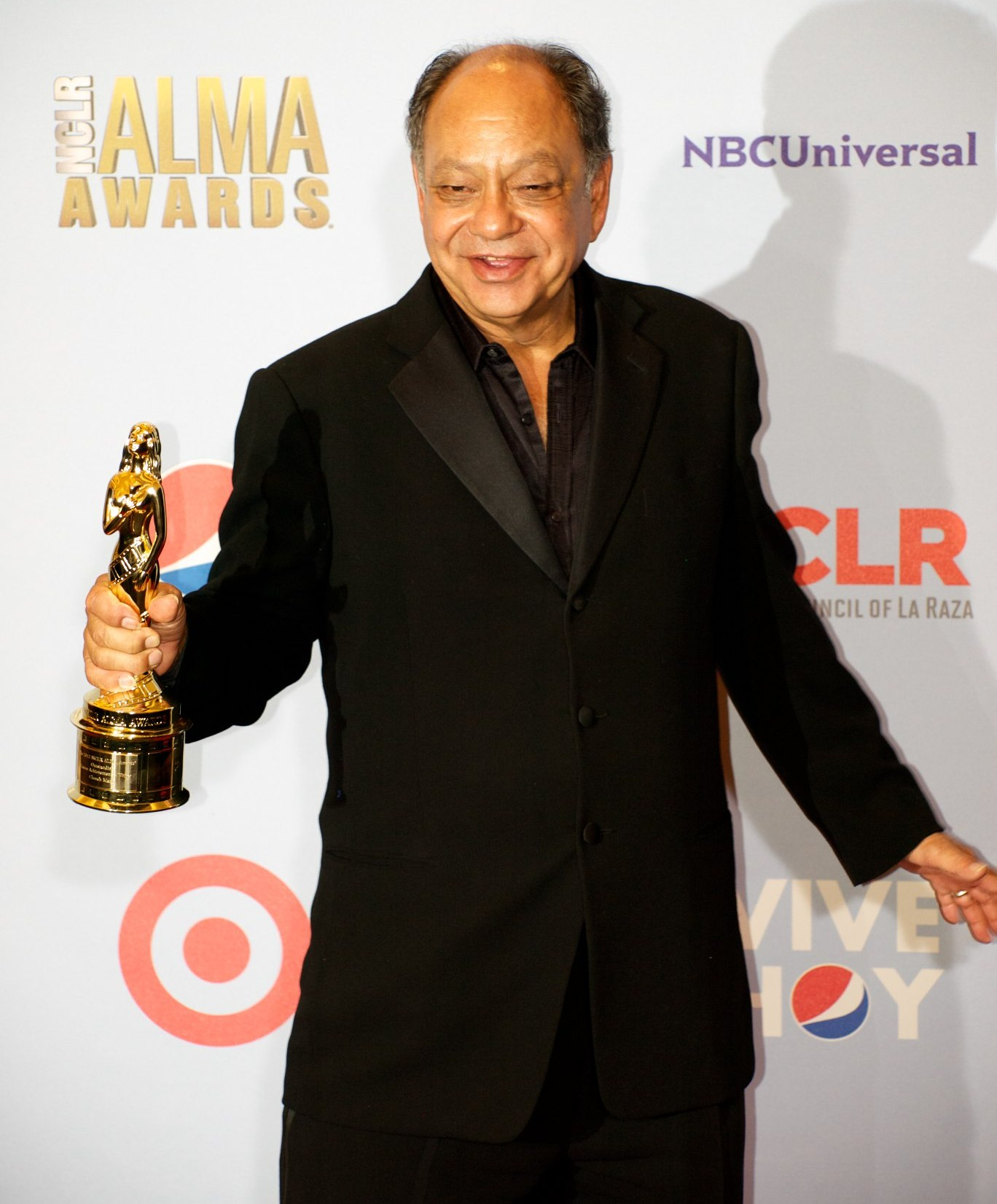
Чич Марин с наградой ALMA в 2012 году (присуждается за продвижение положительного образа латиноамериканца)

30 ноября 2008 года Чич и Чонг приняли участие в специальной программе Cheech & Chong: Roasted на телеканале TBS, ведущим выступил Брэд Гарретт. Мероприятие проходило в Caesars Palace в Лас-Вегасе во время фестиваля комедии.
17 апреля 2009 года во время гастролей в Австралии дуэту пришлось задержать начало своего выступления, так как полиция начала операцию по борьбе с наркотиками. Было досмотрено порядка пятидесяти человек и шестеро были задержаны за небольшое количество каннабиса.
13 марта 2011 года Чич и Чонг появились в «Симпсонах» в серии «A Midsummer’s Nice Dream». По сюжету во время американского турне дуэт посещает Спрингфилд. Во время концерта Чонг отказывается произносить свою знаменитую фразу: «Дейва здесь нет». Он уже устал повторять одни и те же шутки, которые и так все знают. Друзья ссорятся и дуэт распадается. Поскольку Чич должен продолжать турне, он берёт себе в напарники Гомера, который большой фанат дуэта и знает наизусть все номера. Чонг также находит себе нового партнёра — директора Скиннера.
В сентябре 2011 года Чич и Чонг появились в вирусном видео, размещенном на YouTube. Сначала всё представлялось, как трейлер их предстоящего фильма под названием «Чич и Чонг: Волшебное пирожное приключение» (англ. Cheech & Chong’s Magic Brownie Adventure), но затем оказывалось, что это всего-навсего реклама пирожного.
6 мая 2012 года в программе Saturday Night Live был разыгран скетч, где Фред Армисен сыграл Чича, а Билл Хейдер Чонга.
В 2012 году Томми Чонг рассказал на телеканале CNN Дону Лемону, что борется с раком предстательной железы.
28 сентября 2014 года были гостями у Дуга Бенсона на его подкасте «Getting Doug with High».
28 августа 2022 года на церемонии VMA 2022 Чич и Чонг вручали почётную награду Global Icon Award группе Red Hot Chili Peppers.

## Дискография

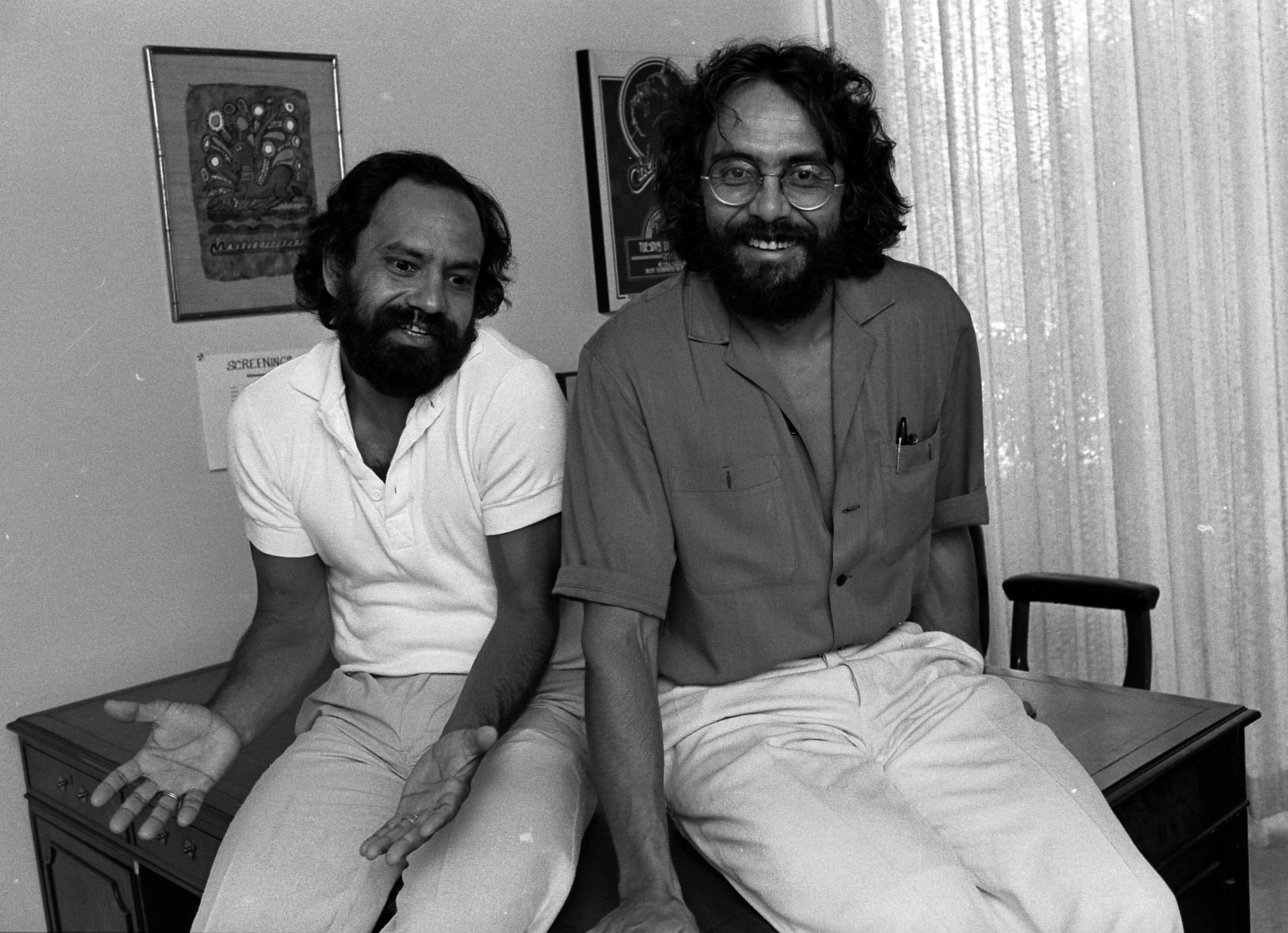
Чич и Чонг в 1979 году

### Альбомы
- Cheech and Chong (1971) US #28
- Big Bambu (1972) US #2
- Los Cochinos (1973) US #2
- Cheech & Chong’s Wedding Album (1974) US #5
- Sleeping Beauty (1976) US #25
- Up in Smoke (1979) US #162 (саундтрек)
- Let’s Make a New Dope Deal (1980) US #173
- Cheech & Chong’s Greatest Hit (1981) (сборник)
- Get Out of My Room (1985) US #71
- Where There’s Smoke There’s Cheech & Chong (2002) (сборник)
- Cheech & Chong’s Animated Movie! Musical Soundtrack (2013) (саундтрек)

### Синглы
- «Santa Claus and His Old Lady» (1971)
- «Basketball Jones featuring Tyrone Shoelaces» (1973) US #15
- «Sister Mary Elephant» (1973) #24
- «Earache My Eye» (1974) #9
- «Black Lassie» (1974) #55
- «(How I Spent My Summer Vacation) Or a Day at the Beach with Pedro & Man» (1975) #54
- «Framed» (1976) #41
- «Bloat On» (1977) #41
- «Rudolph the Red-Nosed Reindeer» (1977)
- «Up In Smoke» (1978)
- «Born In East L.A.» (1985) #48
- «I’m Not Home Right Now» (1985)

## Фильмография
Основная серия
- Укуренные (Up in Smoke) (1978)
- Следующий фильм Чича и Чонга (Cheech & Chong’s Next Movie) (1980)
- Укуренные 3 (Nice Dreams) (1981)
- Укуренные 4 (Things Are Tough All Over) (1982)
- Укуренные в хлам (Still Smokin) (1983)
- Корсиканские братья (Cheech & Chong’s The Corsican Brothers) (1984)
- Прочь из моей комнаты! (Get Out of My Room) (1985) (короткометражный)
- Укуренные: Недетский мульт (Cheech & Chong’s Animated Movie) (2013)

Спин-оффы и другие проекты
- Это вышло из Голливуда (It Came from Hollywood) (1982) (фильм-сборник)
- Жёлтая борода (Yellowbeard) (1983)
- После работы (After Hours) (1985)
- Рождённый в восточном Лос-Анджелесе (Born in East L.A.) (1987)
- Внезапное пробуждение (Rude Awakening) (1989)
- Парень со странностями (Far Out Man) (1990)
- Hey Watch This (2010) (документальный)